# Ulcère de Curling
 (décembre 2019).
Si vous disposez d'ouvrages ou d'articles de référence ou si vous connaissez des sites web de qualité traitant du thème abordé ici, merci de compléter l'article en donnant les références utiles à sa vérifiabilité et en les liant à la section « Notes et références ».
L'Ulcère de Curling est une altération au niveau de l'estomac et du duodénum. 
Principalement liée au stress et peut être la conséquence de brûlures, c'est un cas d'interaction entre plusieurs organes. Cette ulcération apparaît au niveau de l'estomac et/ou du duodénum (comme un ulcère gastroduodénal de type digestif), mais survient après une importante brûlure de la peau, notamment lorsque la surface brûlée dépasse 30 %.